# The Zanuck Company
The Zanuck Company est une société de production de cinéma et de télévision américaine qui a été créée par Richard D. Zanuck et David Brown en 1972 sous le nom The Zanuck/Brown Company. Le studio a coproduit de nombreux films célèbres du cinéma américain, comme Sugarland Express, L'Arnaque, Les Dents de la mer, Les Dents de la mer, 2e partie, Cocoon, Miss Daisy et son chauffeur et plusieurs films de Tim Burton.

## Filmographie
- La Planète des singes (2001) (Planet of the Apes)